# Грущин (Свентокшиське воєводство)
Грущин (пол. Gruszczyn) — село в Польщі, у гміні Красоцин Влощовського повіту Свентокшиського воєводства.
Населення — 337 осіб (2011).
У 1975-1998 роках село належало до Келецького воєводства.

## Демографія
Демографічна структура на день 31 березня 2011 року:
|          | Загалом | Допрацездатний вік | Працездатний вік | Постпрацездатний вік |
| -------- | ------- | ------------------ | ---------------- | -------------------- |
| Чоловіки | 164     | 41                 | 109              | 14                   |
| Жінки    | 173     | 44                 | 91               | 38                   |
| Разом    | 337     | 85                 | 200              | 52                   |